# Tú eres mi destino
Tú eres mi destino es una telenovela mexicana dirigida por Alfredo Saldaña y José Rendón, producida por Ernesto Alonso para la cadena Televisa, exhibida por El Canal de las Estrellas entre el 5 de marzo y el 24 de agosto de 1984.
Está protagonizada antagónicamente por Claudia Islas, como protagonista masculino tuvo a Enrique Álvarez Félix, además de la actuación co-protagónica de María Rubio.

## Argumento
El escritor y periodista Eugenio Dávila pierde a su esposa y su hija en un accidente de aviación que también le perjudica. Parece que su mundo ha terminado, pero la vida le traerá muchas sorpresas más. Se enamora de la fría Rebeca, quien junto con su amante le roba un libro y lo presenta como suyo. Eugenio defraudado se instala en una humilde vecindad, donde conoce a Úrsula, Rosa Martha y Fabián, este último está enamorado de Rosa Martha. Cuando Fabián descubre que Eugenio es un prestigiado escritor, le pide su ayuda para que le escriba cartas de amor para así poder enamorar a Rosa Martha.

## Reparto
- Claudia Islas - Rebeca de Dávila
- Enrique Álvarez Félix - Eugenio Dávila
- María Rubio - Úrsula
- Óscar Servín - José Luis
- Norma Lazareno - Mercedes
- Miguel Manzano - Don Fausto
- Laura Flores - Rosa Martha
- Ninón Sevilla - Licha del Rey
- Eduardo Yáñez - Fabián
- Marcela de Galina - Esperanza
- Edna Bolkán - Paulina
- Maristel Molina - Karina
- Tony Bravo - Javier
- Fernando Sáenz - Homero
- Alicia Osorio - Gloria
- Luis Mario Quiroz - José María
- Aurora Alonso - Vicenta
- Sara Guash - Carolina
- Uriel Chávez - León
- Francisco Avendaño - Fernando
- Carmen Cortés - Braulia
- Queta Carrasco - Jacinta
- Alfredo Castillo - Francisco
- María Marcela - Esperanza

## Versiones
- En 1960 Ernesto Alonso produjo y protagonizó esta historia con el título Cartas de amor, cuyo estelar femenino corrió a cargo de la naciente estrella de telenovelas Angélica María.
- En 1973 se realizó otra versión de esta historia, Cartas sin destino protagonizada por Jacqueline Andere, José Alonso, Claudia Islas y Ernesto Alonso.
- En 1986 se realiza una versión brasileña a través de TV Record titulada Cartas sem destino, protagonizada por Elisa D´ Agostino y Jorge Roca.